# بد روبات
تولیدات بد روبات(به انگلیسی: Bad Robot Productions) یک شرکت فیلم سازی آمریکایی است ساخته شده توسط جی. جی. آبرامز است. از جمله فیلم‌ها و سریال‌های ساخته شده توسط این شرکت می‌توان آلیاس، لاست، فرینج، مظنون، آلکاتراز، انقلاب، کلاورفیلد، پیشتازان فضا، مأموریت غیرممکن: پروتکل شبح، سوپر ۸ و آلموست هیومن را نام برد.

## تولیدات

#### فیلم ها
| سال تولید | نام فیلم                      |
| --------- | ----------------------------- |
| 2001      | لذت سواری                     |
| 2008      | کلاورفیلد                     |
| 2009      | پیشتازان فضا                  |
| 2010      | شکوه صبح                      |
| 2011      | سوپر ۸                        |
| 2011      | مأموریت: غیرممکن - پروتکل شبح |
| 2013      | پیشتازان فضا به‌سوی تاریکی     |
| 2015      | خرس همیشه قطبی                |
| 2015      | مأموریت: غیرممکن - ملت یاغی   |
| 2015      | جنگ ستارگان: نیرو برمی‌خیزد    |
| 2016      | شماره ۱۰ خیابان کلاورفیلد     |
|           | فراتر از پیشتازان فضا         |
| 2018      | پارادوکس کلاورفیلد            |
|           | مأموریت: غیرممکن - فال‌اوت     |
|           | ارباب                         |
| 2019      | جنگ ستارگان: خیزش اسکای‌واکر   |
| 2022      | مأموریت: غیرممکن ۷            |
| 2023      | پیشتازان فضا 4                |

#### سریال ها
| سال تولید | نام مجموعه تلویزیونی |
| --------- | -------------------- |
| ۲۰۰۱-۰۶   | آلیاس                |
| ۲۰۰۴-۱۰   | لاست                 |
| ۲۰۰۸-۱۳   | فرینج                |
| ۲۰۱۱-۱۶   | مظنون                |
| ۲۰۱۲-۱۴   | انقلاب               |
|           |                      |